# Enzo Bianchi
Enzo Bianchi (ur. 3 marca 1943 w Castel Boglione w Piemoncie) – włoski zakonnik, pisarz i teolog katolicki, założyciel i do 2020 przeor Wspólnoty monastycznej z Bose.

## Książki przetłumaczone na język polski
- Enzo Bianchi, Monika Gurgul: Zapomniana Ewangelia: powrót do źródła. Kraków: eSPe, 2004. ISBN 83-89645-75-0. Brak numerów stron w książce
- Enzo Bianchi, Antoni Tronina: Przemodlić Słowo: wprowadzenie w "lectio divina". Kraków: Tyniec – Wydaw. Benedyktynów, 1998. ISBN 83-85433-87-2. Brak numerów stron w książce
- Enzo Bianchi, Gabriella Caramore, Joanna Chapska: Paradoks krzyża. Kraków: Salwator, 2004. ISBN 83-89289-13-X. Brak numerów stron w książce
- Enzo Bianchi, Waldemar Babicz: Niedziela: dzień Pana, dzień człowieka. Poznań: W drodze, 1998. ISBN 83-7033-384-2. Brak numerów stron w książce
- Enzo Bianchi, Grzegorz Niedźwiedź: Miłość zwycięża śmierć. Kraków: Wydawnictwo eSPe, 2008. ISBN 978-83-7482-215-2. Brak numerów stron w książce
- Enzo Bianchi: Radykalizm chrześcijański. Dorota Stadnicka-Apostoł (tłum.). Kraków: Tyniec, 2000. ISBN 83-87525-47-2. Brak numerów stron w książce
- Enzo Bianchi, Boże, gdzie jesteś?, Tomaszek Bernadeta (tłum.), wyd. Edycja Świętego Pawła, Częstochowa 2010, ISBN 978-83-7424-519-7
- Enzo Bianchi, Po co i jak się modlić?, Tomaszek Bernadeta (tłum.), wyd. Edycja Świętego Pawła, Częstochowa 2011, ISBN 978-83-7424-466-4
- Enzo Bianchi: Inne życie. Analiza Pierwszego Listu św. Piotra. Kraków: Salwator, 2007, s. 150. ISBN 978-83-60703-54-0.
- Enzo Bianchi: Przemoc i Bóg. Michał Rychert (tłum.). Poznań: W drodze, 2018. ISBN 978-837-906-17-54. Brak numerów stron w książce
- Enzo Bianchi: Jezus i kobiety. Michał Rychert (tłum.). Poznań: W drodze, 2018. ISBN 978-83-7906-193-8. Brak numerów stron w książce
- Enzo Bianchi: Skandaliczna miłość Boga. Michał Rychert (tłum.). Kraków: WAM, 2019 ISBN 978-83-277-1516-6.